# Избор за папу 1073.
Избор за папу 1073. године одржан је 22. априла у Базилици Св. Петра у ланцима у Риму. Избор је одржани дан након смрти папе Александра II. За новог поглавара католичке цркве изабран је Хилдебранд из Соане који је изабрао име Гргур VII. 

## Кардинали електори
Папска була In nomine Domini коју је написао папа Николај II 1059. године, реформисала је папски изборни процес и прописала да само кардинали бискупи могу да изаберу новог папу, уз сагласност нижег свештенства. У априлу 1073. године било је четири кардинала бискупа, а доступни подаци говоре да су само два била присутна у Риму у време смрти Александра II:
- Ђовани (именован 1057)  — кардинал бискуп Порта
- Убалдо (именован 1063)  — кардинал бискуп Сабина

## Смрт Александра II и избор Гргура VII
Дан након смрти Александра II, која је наступила 21. априла 1073. године, док се у Латеранској базилици обављала опела, дигао се гласан свештенства и народа који су узвикивали: „Нека Хилдебранд буде папа!“, „Блажени Петар је изабрао Хилдебранда архиђакона!“. Касније, истог дана, Хилдебранд је одведен у цркву Светог Петра у оковима и тамо је изабран за папу у легалној форми од стране окупљених кардинала, уз дужну сагласност римског свештенства, усред вишеструких акламација народа. 
У то време се расправљало, а неки историчари и даље расправљају о томе, да ли је овај потез свештенства и људи у корист Хилдебранда био потпуно спонтан или је могао бити резултат неких унапред договорених радњи. Наравно, начин његовог избора био је веома критикован од стране његових противника. Многе од ових критика могле су да буду из израз личног противљења, али је из Хилдебрандових извора о околностима његовог избора јасно да је он спроведен на веома неправилан начин и да нису поштовани облици прописани законом из 1059. године. Изнад свега, игнорисан је захтев папе Николаја ИИ да се по том питању консултује цар Светог римског царства
Многе од подигнутих оптужби су можда биле израз личне несклоности, подложне сумњи из саме чињенице да су подигнуте да нападну његово унапређење тек неколико година касније; али је из његовог сопственог извештаја о околностима његовог избора јасно да је он спроведен на веома неправилан начин и да нису поштовани облици прописани законом из 1059. године. Изнад свега, игнорисан је захтев папе Николаја II да се по том питању консултује цар Светог римског царства. Међутим, оно што је на крају преокренуло ток у корист ваљаности Гргуровог избора било је скоро универзално признање римског народа.